# École de l'Esprit
L'école de l'Esprit est une importante école idéaliste du néo-confucianisme dont Cheng Hao est considéré comme le fondateur. Les principaux représentants sont Lu Xiangshan et Wang Yang-Ming.
L'école néo-confucianiste de l'Esprit prit naissance aux XIe siècle et XIIe siècle, mais ce n'est qu'à la fin du XVe siècle qu'elle trouva son véritable porte-parole dans la personne de l'érudit et homme politique Wang Yangming. Reprenant les premiers enseignements de l'école, Wang soutenait que l'esprit n'est pas une combinaison de li et qi, mais le pur li, le principe. Comme l'esprit est le principe pur, non encombré par le qi, il possède la bonté essentielle de la nature humaine. Tout le monde possède donc la bonne connaissance innée et doit seulement regarder en lui-même pour la trouver. Wang affirmait cependant que la connaissance vraiment bonne devait avoir des conséquences pratiques. Il en déduisit que la connaissance bonne et l'action vertueuse forment une unité indivisible, la première se développant spontanément dans la seconde. Après la mort de Wang, l'école de l'Esprit se tourna vers des pratiques méditatives et introspectives apparentées au chan, et à une forme extrême d'idéalisme, se détournant entièrement du monde extérieur.